# Markus Poom
Markus Poom, född 27 februari 1999 i Derby, är en estländsk professionell fotbollsspelare som spelar för Estlands landslag och för irländska Shamrock Rovers, på lån från Flora Tallinn. Poom är son till Mart Poom.